# 豊野町 (熊本県)
豊野町（とよのまち）は、熊本県の中部に位置していた町。
2005年1月15日、宇土郡三角町・不知火町および下益城郡松橋町・小川町と合併し宇城市となったため自治体としては消滅した（豊野町のあった地区は「宇城市豊野町」となっている）。主な基幹産業は農業である。

## 歴史
- 1889年4月1日 - 町村制施行に伴い、安見村、山崎村、下郷村、中間村、上郷村、糸石村、巣林村が合併して豊野村が発足。
- 1990年3月1日 - 下益城郡松橋町と境界変更。
- 2000年7月1日 - 町制施行し豊野町となる。
- 2005年1月15日 - 三角町、不知火町、松橋町、小川町と合併。宇城市が成立。

## 経済

### 産業
- 農業
- 水産業

### 特産物
- ブドウ、しいたけ、まこもたけ、干し柿、メロン、梨、葉タバコ

## 地域

### 教育
中学校
- 豊野中学校

小学校
- 豊野小学校

## 交通

### 鉄道路線
町内に鉄道路線はなかった。最寄り駅は鹿児島本線松橋駅。

### 道路
一般国道
- 国道218号

県道
下郷北新田線
- 熊本県道32号小川嘉島線

## 名所・旧跡・観光スポット・祭事・催事
- 浄水寺跡[1]（下郷。奈良時代に建立され、平安 - 鎌倉時代に所在した古代寺院の跡。県指定重要文化財）
- 下郷神社（下郷鎮座。祭神：伊弉諾尊、伊弉冉尊ほか。もと山王社と称した。旧村社）
- 御手洗水源（下郷）
- 小熊野神社（上郷鎮座。祭神：天御中主神、彦火火出見尊。もと白木妙見社と称した。旧村社）
- 白木阿蘇神社（糸石鎮座。祭神：健磐龍神、比咩神。もと白木妙見宮と称した。旧村社）
- 薩摩の渡し（糸石。種山石工によって築造された石橋）
- 豊野郷土資料館（糸石。浄水寺跡の資料などを展示。図書館併設）
- 響ヶ原古戦場（糸石。1581年（天正9年）、相良義陽と甲斐宗運との古戦場。相良堂（相良神社）が鎮座[2]）
  - 響ヶ原の戦い
- 花の山城
- アグリパーク豊野（北山崎）
- どんぐり村キャンプ場（北山崎）

## 出身著名人
- 岩永恭 （力士）
- 山森雅文 （元プロ野球選手）
- 古田広 （元豊野村長）
- 岩山静喜 （元熊本県会議員）
- 園田清充 （国会議員）
- 園田俊宏 （熊本県中央会会長）
- 稲葉稔 （小説家）
- 石井隆広（NHKアナウンサー）